# Szarka Ernő
Szarka Ernő (Jászapáti, 1935. május 12. – 2025. február 11. - Tárnok) magyar vegyészmérnök, élelmiszeripari technológus szakmérnök, szabadalmi ügyvivő, szakfordító, a Magyar Szabadalmi Hivatal korábbi elnöke. Szakmai tevékenységének elismeréseként 1997-ben a Magyar Köztársasági Érdemrend Középkeresztje kitüntetésben részesült.

## Életpálya
A Jász-Nagykun-Szolnok vármegyei Jászapátiban született, édesanyja Gmelin Pálma, édesapja Szarka Ernő. 1953-ban érettségizett az Apáczai Csere János Gimnáziumban, majd a Budapesti Műszaki Egyetemen (BME) szerzett vegyészmérnöki diplomát (1959.). Ezután a Duna Konzervgyárban kezdett dolgozni, majd 1960-tól az Országos Húsipari Kutató Intézetben helyezkedett el. A még széleskörűbb szakmai felkészültsége érdekében élelmiszeripari technológiai szakmérnöki diplomát is szerzett a BME-n (1966.), 1973-ban pedig doktori címét is megszerezte ugyanitt. Ezután egy évet ösztöndíjas vendégkutatóként az Egyesült Államokban töltött (University of Wisconsin, 1978-79.). 
1981-től az Országos Találmányi Hivatalhoz (később Magyar Szabadalmi Hivatal) került, 1993-1998 között a Hivatal elnökeként helyettes államtitkári rangban. Biotechnológiai szakértőként aktívan tevékenykedett  a Növényfajta Védelmi Nemzetközi Szervezetnél (UPOV, Genf), majd aktívan tevékenykedett a Szellemi Tulajdon Világszervezetnél (WIPO, Genf) a magyar delegáció vezetője (1993-1997.) lett; ezen belül a Locarnoi, majd a Hágai Egyezmény elnökhelyettese (1994-97.). Eközben szabadalmi ügyvivői képesítést szerzett a Budapesti Közgazdasági Egyetemen (1990).
Sportvezetői tevékenységéért 1983-ban megkapta a Magyar Népköztársasági Sportérdemérem bronz fokozatát, egész életművéért pedig 1997-ben a Magyar Köztársasági Érdemrend Középkeresztje kitüntetésben részesült. 
1998-tól, nyugdíjba vonulását követően egyéni vállalkozóként dolgozott, mint szabadalmi ügyvivő, szakfordító. 1997-2007 között a Magyar Innovációs Szövetség Felügyelő Bizottságának elnöki tisztét töltötte be társadalmi munkában. Az Egyetem Szenátusa aranydiploma adományozásával (2009.) ismerte el értékes mérnöki tevékenységét.
Angolul és oroszul beszél.

## Sport, sportdiplomácia
Életében jelentős szerepet kapott a sport és a sportdiplomácia. Hatszoros válogatott tájfutó, emellett négy csapatbajnoki címet szerzett a MAFC színeiben. 1958-tól tájfutó versenybíró, számos magyar bajnokság és nemzetközi verseny rendezője, több tájfutó-térkép készítője.
A sportdiplomáciában 1977-től vett részt. Először az IOF (Nemzetközi Tájfutó Szövetség) technikai bizottságának tagja, majd a magyarországi világbajnokság szervező bizottságának elnöke (Zalaegerszeg, 1983.). Nemzetközi főellenőrként vett részt az 1989-es Tájfutó Világbajnokságon (Skövde, Svédország). 1993-1997 között a Magyar Tájékozódási Futó Szövetség ügyvezető elnökhelyettese (Monspart Saroltával 1996-97.), majd ugyanezen szövetség tiszteletbeli elnöke (1997-2007.). A sümegi Tájfutó Európa-bajnokságon zsűrielnökként működött közre (2002.).

## Magánélet
Élettársi kapcsolatban él. Két gyermeke van: Zoltán (1968), Gergely (1972).

## Szakirodalmi tevékenység
- Tájfutás – Verseny- és játékszabályok (Skerletz Ivánnal és Hrenkó Pállal, 1980.)
- Iparjogvédelmi Kézikönyv - főszerkesztő (1994.)

## Munkahelyek
- Duna Konzervgyár (1959-60.)
- Országos Húsipari Kutatóintézet, tudományos főmunkatárs (1960-66.)
- Gyógyszerkutató Intézet, osztályvezető-helyettes (1966-1881.)
- Országos Találmányi Hivatal /később Magyar Szabadalmi Hivatal/ (1981-1998.) ezen belül a Biotechnológiai és Mezőgazdasági Osztály vezetője (1989-93.); a Hivatal elnöke, helyettes államtitkár (1993-98.)
- Külföldi Szabadalmazást Támogató Iroda vezetője (1998-2004.)
- szabadalmi ügyvivő (2004-2022)

## Díjak, kitüntetések
- Magyar Népköztársaság Sport Érdemérem, bronz fokozat (1983.)
- Kitüntetés az IOF-től: dísz emléktű, bronz fokozat (1990.)
- Gábor Dénes-díj (1996.)
- Magyar Köztársasági Érdemrend Középkereszt (1997.)
- Pro Inventore-díj (1999.)
- A Magyar Tájékozódási Futó Szövetség kitüntetései: Silva-díj (1998.), Skerletz Iván-díj (2008.), Ripszám Henrik-díj (2015.)